# 榛接站
榛接站（：／ Jinjeop yeok */?）是首都圈电铁4号线的起點車站，位於韓國京畿道南楊州市榛接邑金谷里。

## 車站構造
站體為2面2線側式月台的地下車站，候車月台設有月台幕門，並有6處出口。

### 月台配置
| 起終點站 |
| \| 上    |
| ↓ 梧南   |

| 月台 | 路線             | 目的地                                 |
| ---- | ---------------- | -------------------------------------- |
| 上行 | ●首都圈电铁4号线 | 此站終着                               |
| 下行 | ●首都圈电铁4号线 | 上溪、首爾站、舍堂、南泰嶺、烏耳島方向 |

## 歷史
- 2014年12月10日：開工。
- 2022年3月19日：落成啟用。

## 車站周邊
- 金谷教會
- 海米公園
- 海米派出所
- 海米初等學校

## 圖片

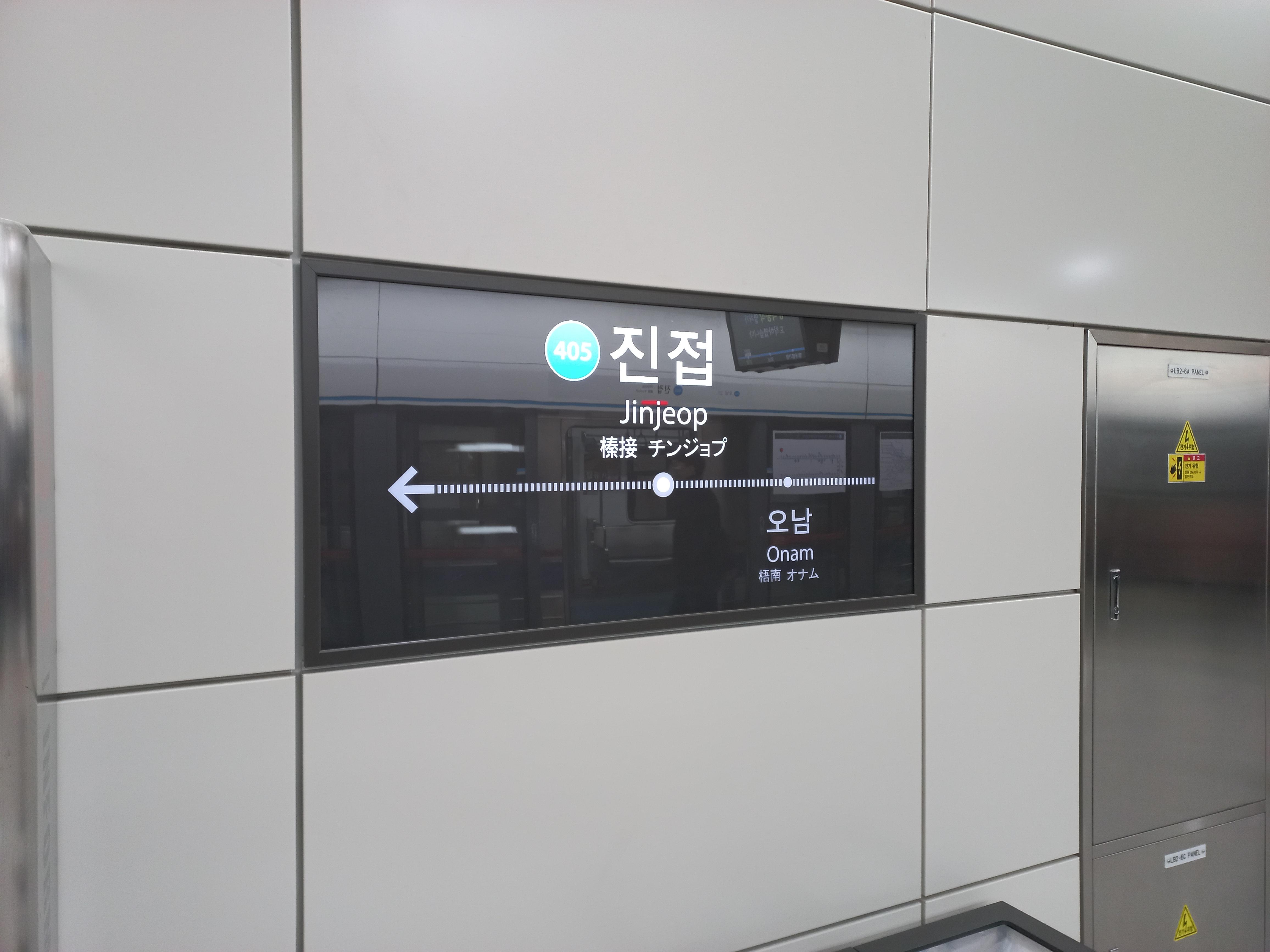
站名牌
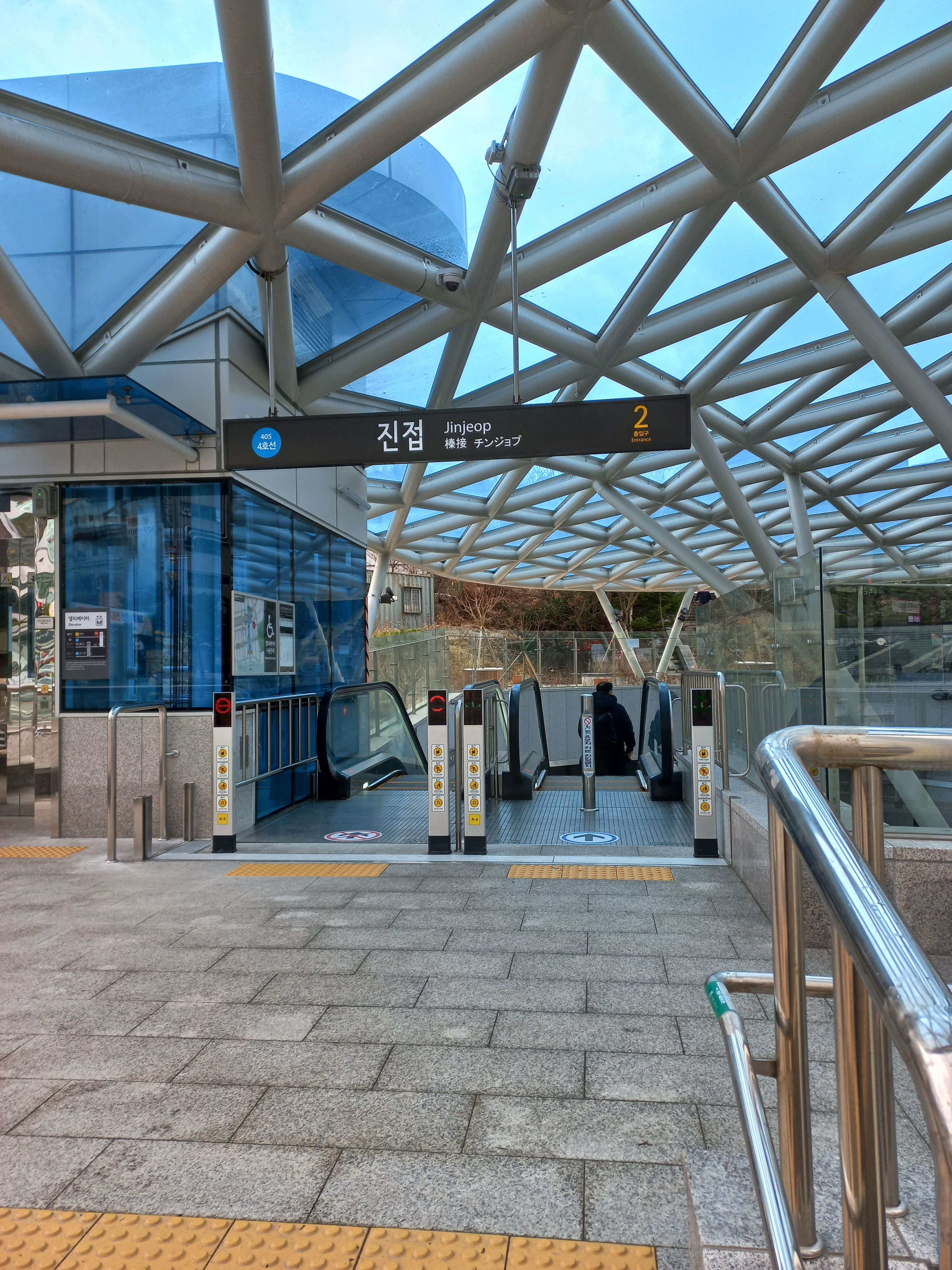
2號出口
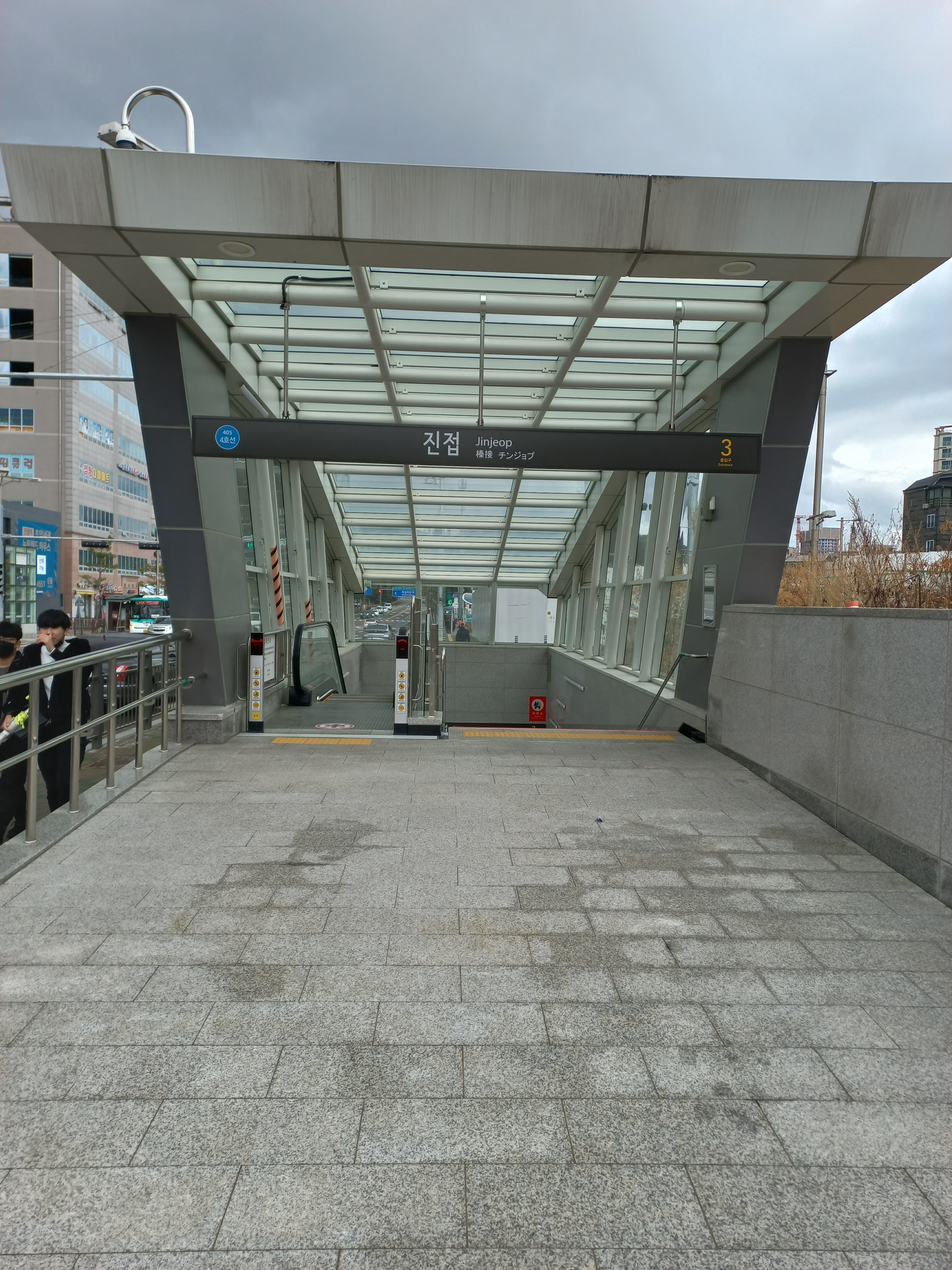
3號出口
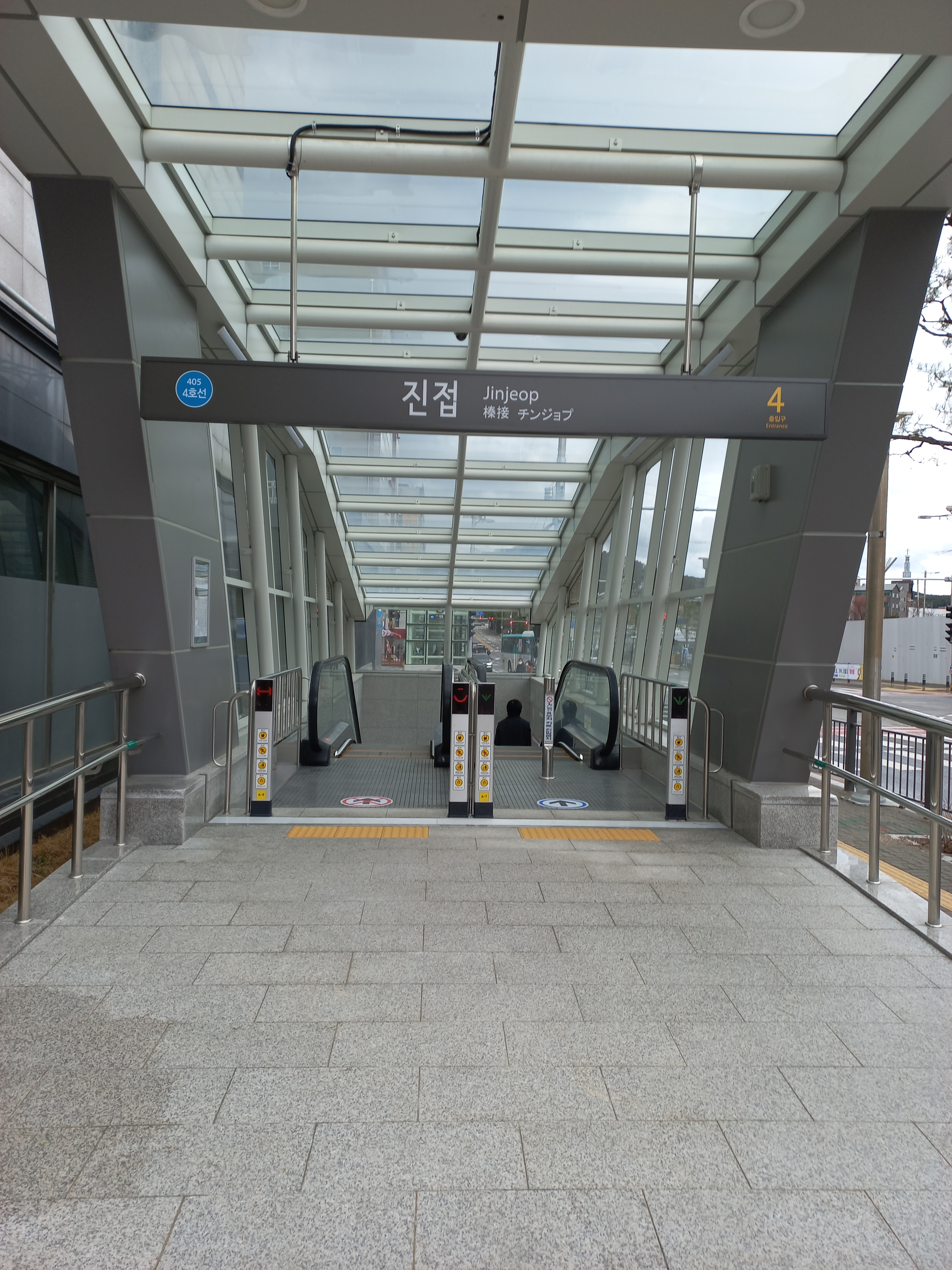
4號出口

## 相鄰車站
南楊州都市公社
●首都圈电铁4号线
榛接（405）－梧南（406）